# Erik Derycke

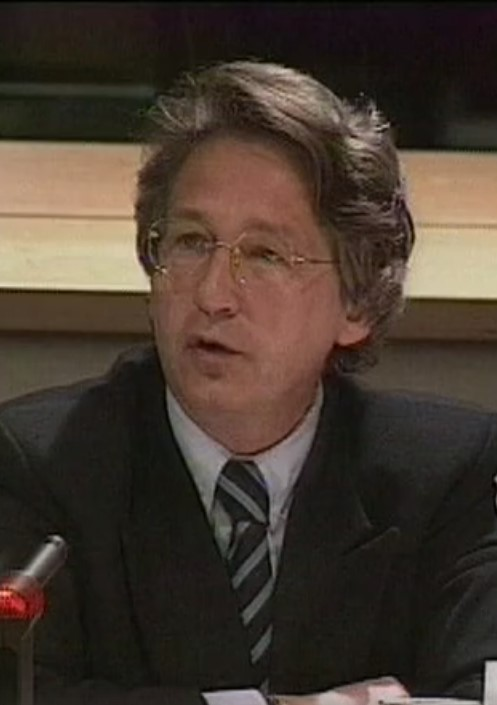
Erik Derycke (1998)

Erik A. N. Derycke (* 28. Oktober 1949 in Waregem, Provinz Westflandern) ist ein belgischer Jurist und Politiker der Belgische Socialistische Partij (BSP) sowie zuletzt der Socialistische Partij (SP), der unter anderem 1995 kurzzeitig Vize-Premierminister sowie zwischen 1995 und 1999 Außenminister in der ersten und zweiten Regierung von Premierminister Jean-Luc Dehaene war. Seit 2001 ist er Richter am Schiedshof, der 2007 zum Belgischen Verfassungsgerichtshof wurde.

## Leben

### Rechtsanwalt, Abgeordneter und Staatssekretär
Derycke absolvierte nach dem Schulbesuch ein Studium der Rechtswissenschaften an der Universität Gent und schloss dieses 1972 mit einem Lizenziat der Rechtswissenschaft ab. Im Anschluss nahm er eine Tätigkeit als Rechtsanwalt auf.
Seine politische Laufbahn begann er 1974, als er als Kandidat der Belgische Socialistische Partij (BSP) zum Mitglied des Provinzialrates der Provinz Antwerpen gewählt wurde, und diesem bis 1984 angehörte. Gleichzeitig war er zwischen 1977 und 1989 Beiratsmitglied des Öffentlichen Sozialhilfezentrums OCMW (Openbaar Centrum voor Maatschappelijk Welzijn) von Waregem.
Am 31. Januar 1984 wurde Derycke als Kandidat der Socialistische Partij (SP) erstmals zum Mitglied der Abgeordnetenkammer von Belgien gewählt und gehörte dieser siebzehn Jahre lang bis 2001 an. Zunächst vertrat er dabei das Arrondissement Kortrijk sowie anschließend seit dem 21. Mai 1995 den Wahlkreis Kortrijk-Roeselare-Tielt. Während dieser Zeit war er zwischen 1988 und 1989 auch sowohl Mitglied der Parlamentarischen Versammlung des Europarates als auch der Parlamentarischen Versammlung der Westeuropäischen Union (WEU). Daneben gehörte er von 1989 bis 2001 auch dem Gemeinderat von Waregem als Mitglied an.
Am 18. Januar 1990 wurde er von Premierminister Wilfried Martens zum Staatssekretär für Wissenschaftspolitik in das achte Kabinett Martens berufen.

### Minister, Vize-Premierminister und Richter am Verfassungsgerichtshof

Unterschrift Erik Deryckes unter den Vertrag von Amsterdam am 2. Oktober 1997

In der anschließend am 29. September 1991 gebildeten neunten Regierung Martens fungierte er bis zum 7. März 1992 als Minister für Entwicklungszusammenarbeit und Beigeordneter Minister bei der Ministerin für Wissenschaftspolitik Wivina Demeester.
Nachdem Premierminister Jean-Luc Dehaene am 7. März 1992 sein erstes Kabinett gebildet hatte, wurde Derycke Staatssekretär für Entwicklungszusammenarbeit und übte diese Funktion bis zur Auflösung dieses Amtes am 22. März 1995 aus.
Am 22. März 1995 wurde er Nachfolger von Frank Vandenbroucke als Außenminister im ersten Kabinett Dehaene und bekleidete dieses Ministeramt auch im zweiten Kabinett Dehaene bis zum 12. Juli 1999. Gleichzeitig löste er Vandenbroucke auch als Vize-Premierminister ab, übte dieses Amt jedoch nur bis zum Ende der ersten Amtszeit Dehaenes am 23. Juni 1995 aus. Als Vertreter Belgiens unterzeichnete er am 2. Oktober 1997 den Vertrag von Amsterdam zur Änderung des Vertrags über die Europäische Union und der Verträge zur Gründung der Europäischen Gemeinschaften, also des EG-Vertrags, des EURATOM-Vertrags und des damals noch in Kraft befindlichen EGKS-Vertrags, sowie einiger damit zusammenhängender Rechtsakte.
Nach seinem Ausscheiden aus der Regierung war er zwischen 1999 und 2001 erneut Mitglied der Parlamentarischen Versammlungen des Europarates und der WEU sowie zusätzlich Mitglied der Interparlamentarischen Konferenz der Interparlamentarischen Union (IPU).
Nachdem Derycke 2001 als Mitglied aus der Abgeordnetenkammer ausgeschieden war, wurde er Richter am Schiedshof, der 2007 zum Belgischen Verfassungsgerichtshof wurde. Darüber hinaus engagiert er sich seit 2004 als Vorsitzender des Verwaltungsrates des UZ Brussel, des Universitätsklinikums der Vrije Universiteit Brussel.